# رستاخیز سامورایی
رستاخیز سامورایی (به ژاپنی: 魔界転生 Makai Tensho) فیلمی به کارگردانی هیده‌یوکی هیرایاما است که در سال ۲۰۰۳ اکران شد.

## بازیگران
- آکیرا اموتو
- جون کونیمورا
- کاتسوئو ناکامورا
- کومیکو آسو
- کیوزو ناگاتسوکا
- ماسایا کاتو
- ته‌تا سوگیموتو
- یوسوکه کوبوزوکا